# 德国的福音派教会

德国的福音派教会的標誌

德国的福音派教会（德語：Evangelische Kirche in Deutschland，缩写为EKD）是由20个路德会、歸正宗（加尔文教派）和合一（例如普鲁士聯合教會）新教地方教会和教派组成的联盟，共同涵盖了德國绝大多数新教徒。2020年，EKD拥有20,236,000名成员，占德国人口的24.3%。它是世界上最大的国家新教团体之一。管理联合会的教会办事处位于下萨克森州的汉诺威-海伦豪森。它的许多成员认为自己是路德教徒。
从历史上看，统一德国新教的第一次正式尝试发生在魏玛共和国时代，以德国福音派教会联合会的形式存在，该联合会从1922年到1933年一直存在。在早些时候，德國各地尋求政治上的統一，這始於从1817年普鲁士和几个德意志小国（例如拿骚公国），最終在1871年建立德意志帝國實現，德意志帝國境內最大的新教福音派教会是普魯士聯合福音派教会。这些联合导致了第一个联合和联合教会，这是新教内部的新发展，后来传播到世界其他地区。
当阿道夫·希特勒在1933年上台时，他的政府试图将旧联邦重组为一个统一的德国福音派教会，因为希特勒想利用一个单一的新教教会来实现自己的野心。然而由亲政府的德国基督徒领导的帝国教堂与反对国家控制教会的认信教会之间出现了分歧。其他新教教会与其中一个团体结盟，或者在这场教会冲突中保持中立。
战后教会委员会于1945年10月19日发布了《斯图加特罪責宣言》，承认有罪，并对德国新教徒在希特勒政权所犯下的暴行面前漠不关心和不作为表示悔恨，以此作为解决德国集体罪行的手段。1948年，德国福音派教会在二战后成立，作为德国新教教会的新伞式组织。由于西德和东德之间的紧张关系，东德的地方教会于1969年脱离了EKD。1991年，德国统一后，东德教会重新加入了EKD。